# Japurá (microregio)
Japurá is een van de dertien microregio's van de Braziliaanse deelstaat Amazonas. Zij ligt in de mesoregio Norte Amazonense en grenst aan Colombia in het westen, de mesoregio's Sudoeste Amazonense in het zuiden en Centro Amazonense in het oosten en de microregio Rio Negro in het noorden. De microregio heeft een oppervlakte van ca. 72.702 km². Midden 2004 werd het inwoneraantal geschat op 32.503.
Twee gemeenten behoren tot deze microregio:
- Japurá
- Maraã

Mesoregio's: Centro Amazonense · Norte Amazonense · Sudoeste Amazonense · Sul Amazonense

Microregio's: Alto Solimões · Boca do Acre · Coari · Itacoatiara · Japurá · Juruá · Madeira · Manaus · Parintins · Purus · Rio Negro · Rio Preto da Eva · Tefé